# Орлов, Артур Валерьевич
Артур Валерьевич Орлов (род. 16 марта 1989, Кизнер, УАССР) — российский военнослужащий, майор, командир танкового батальона. Участник вторжения России на Украину. Герой Российской Федерации (2022). С 14 сентября 2024 года — председатель правления «Движения первых».

## Биография
Родился 16 марта 1989 года в посёлке городского типа Кизнер (Удмуртия) в семье рабочих. Последние два года в Кизнерской средней школе получал образование в кадетском классе.
В 2010 году окончил Казанское высшее танковое командное Краснознамённое училище. Служил командиром взвода в отдельном танковом соединении, дислоцированном в Челябинской области.
Участник конкурса полевой выучки «Танковый биатлон» 2014—2015 годов, занимал первое место среди танковых экипажей Центрального военного округа и третье место на всероссийском этапе.
В 2015 году проводил операции против террористов в Сирии.
29 сентября 2016 года капитан Орлов был назначен начальником штаба — заместителем командира 1-го танкового батальона танковой части, весной 2017 года возглавил часть. В 2024 году участвовал в кадровой программе «Время героев».
14 сентября 2024 года назначен председателем правления Общероссийского общественно-государственного движения детей и молодёжи «Движение первых».

## Награды и звания
- Герой Российской Федерации (2022)[1][7][8]
- Орден Мужества
- медаль Суворова